# Neritopsoidea
Neritopsoidea is een superfamilie van weekdieren uit de klasse van de Gastropoda (slakken).

## Families
- † Delphinulopsidae Blodgett, Frýda & Stanley, 2001
- † Fedaiellidae Bandel, 2007
- Neritopsidae Gray, 1847
- † Palaeonaricidae Bandel, 2007
- † Plagiothyridae Knight, 1956
- † Pseudorthonychiidae Bandel & Frýda, 1999

### Synoniemen
- Titiscaniidae Bergh, 1890 => Neritopsidae Gray, 1847